# Grimpoteuthis challengeri
Grimpoteuthis challengeri là một loài bạch tuộc trong họ Opisthoteuthidae.